# Park City (Kentucky)
Park City és una població dels Estats Units a l'estat de Kentucky. Segons el cens del 2000 tenia 517 habitants.

## Demografia
Segons el cens del 2000, Park City tenia 517 habitants, 237 habitatges, i 142 famílies. La densitat de població era de 117,4 habitants/km².
Dels 237 habitatges en un 27% hi vivien nens de menys de 18 anys, en un 48,5% hi vivien parelles casades, en un 8,9% dones solteres, i en un 39,7% no eren unitats familiars. En el 37,6% dels habitatges hi vivien persones soles el 20,7% de les quals corresponia a persones de 65 anys o més que vivien soles. El nombre mitjà de persones vivint en cada habitatge era de 2,18 i el nombre mitjà de persones que vivien en cada família era de 2,91.
Per edats la població es repartia de la següent manera: un 21,3% tenia menys de 18 anys, un 7,2% entre 18 i 24, un 30,6% entre 25 i 44, un 22,2% de 45 a 60 i un 18,8% 65 anys o més.
L'edat mediana era de 40 anys. Per cada 100 dones de 18 o més anys hi havia 85 homes.
La renda mediana per habitatge era de 25.313 $ i la renda mediana per família de 36.042 $. Els homes tenien una renda mediana de 26.364 $ mentre que les dones 17.778 $. La renda per capita de la població era de 13.888 $. Entorn del 13,1% de les famílies i el 15,5% de la població estaven per davall del llindar de pobresa.

## Poblacions més properes
El següent diagrama mostra les poblacions més properes.